# Färöischer Fußballpokal der Frauen 1992
Der Färöische Fußballpokal der Frauen 1992 fand zwischen dem 11. April und 2. August 1992 statt und wurde zum dritten Mal ausgespielt. Im Endspiel, welches im Gundadalur-Stadion in Tórshavn auf Kunstrasen ausgetragen wurde, siegte Skála ÍF mit 2:1 gegen VB Vágur.
Skála ÍF und VB Vágur belegten in der Meisterschaft die Plätze eins und drei, dadurch erreichte Skála ÍF das Double. Titelverteidiger B36 Tórshavn schied hingegen im Halbfinale aus.
Für Skála ÍF war es der erste Sieg bei der zweiten Finalteilnahme, für VB Vágur die erste Finalteilnahme überhaupt.

## Teilnehmer
Teilnahmeberechtigt waren folgende zwölf A-Mannschaften der ersten und zweiten Liga:
| 1. Deild                                                                                | 2. Deild                                   |
| B36 Tórshavn EB Eiði HB Tórshavn ÍF Fuglafjørður KÍ Klaksvík SÍ Sumba Skála ÍF VB Vágur | B71 Sandur GÍ Gøta MB Miðvágur NSÍ Runavík |

## Modus
Vier ausgeloste Mannschaften waren für das Viertelfinale gesetzt. Die verbliebenen Teams spielten in einer Runde die restlichen vier Teilnehmer aus. Alle Runden wurden im K.-o.-System ausgetragen.

## 1. Runde
Die Partien der 1. Runde fanden zwischen dem 11. und 21. April statt.
|             | Ergebnis      |             |
| ----------- | ------------- | ----------- |
| NSÍ Runavík | 1 0:3 (0:3) 1 | EB Eiði     |
| B71 Sandur  | 2 w/o 2       | Skála ÍF    |
| KÍ Klaksvík | 4:2 (2:2)     | GÍ Gøta     |
| SÍ Sumba    | 3 0:1 (0:1) 3 | HB Tórshavn |

## Viertelfinale
Die Viertelfinalpartien fanden zwischen dem 16. und 25. April statt.
|             | Ergebnis      |                 |
| ----------- | ------------- | --------------- |
| KÍ Klaksvík | 9:1 (4:1)     | EB Eiði         |
| MB Miðvágur | 0:10 (0:7)    | B36 Tórshavn    |
| VB Vágur    | 1 1:0 (1:0) 1 | ÍF Fuglafjørður |
| Skála ÍF    | 2 3:0 (?:?) 2 | HB Tórshavn     |

## Halbfinale
Die Halbfinalpartien fanden am 28. Mai statt.
|              | Ergebnis  |             |
| ------------ | --------- | ----------- |
| B36 Tórshavn | 0:2 (0:0) | Skála ÍF    |
| VB Vágur     | 5:3 (2:1) | KÍ Klaksvík |

## Finale
| Paarung        | Skála ÍF – VB Vágur |
| Ergebnis       | 2:1 (1:0) |
| Datum          | 2. August 1992 |
| Stadion        | Gundadalur, Tórshavn |
| Schiedsrichter | Halgeir í Dali (Tórshavn) |
| Tore           | 1:0 Ingun Hansen 1:1 Jona Dahl 2:1 Ingun Hansen |
| Skála ÍF       | Paula B. Jacobsen – Bjørg Mikkelsen, Sóley Mikkelsen, Marjun Johansen, Marjun Mikkelsen, Alma Joensen , Sólvá Hansen, Palma Petersen, Eyðbjørg Lervig, Borglis Fagradal, Ingun Hansen Cheftrainer: Álvur Hansen |
| VB Vágur       | Christina Holm – Margreth Augustinussen, Rini Mørk, Harriet Hjelm, Sólrun Krosslá, Beinta Augustinussen, Jona Dahl, Randi Lindenskov , Teresa Jensen, Mary Krosslá, Arnleyð Krosslá                             |

## Torschützenliste
Bei gleicher Anzahl von Treffern sind die Spielerinnen nach dem Nachnamen alphabetisch geordnet.
| Platz | Spieler           | Verein       | Tore |
| ----- | ----------------- | ------------ | ---- |
| 1     | Malan Klakkstein  | KÍ Klaksvík  | 09   |
| 2     | Eyðdis Reinert    | B36 Tórshavn | 04   |
| 4     | Jona Dahl         | VB Vágur     | 03   |
| 4     | Ingun Hansen      | Skála ÍF     | 03   |
| 4     | Marjun Klakkstein | KÍ Klaksvík  | 03   |